# Makov (okres Blansko)
Obec Makov se nachází v okrese Blansko v Jihomoravském kraji. Žije zde 44 obyvatel.

## Historie
První písemná zmínka o obci pochází z roku 1374. Původní název obce znamenal Mákův dvůr. Obec vždy patřila pod kunštátské panství. Obec leží na silnici Kunštát – Makov – Rozseč, která byla postavena v roce 1882.

## Pamětihodnosti
- Kaple Nejsvětější Trojice

## Galerie

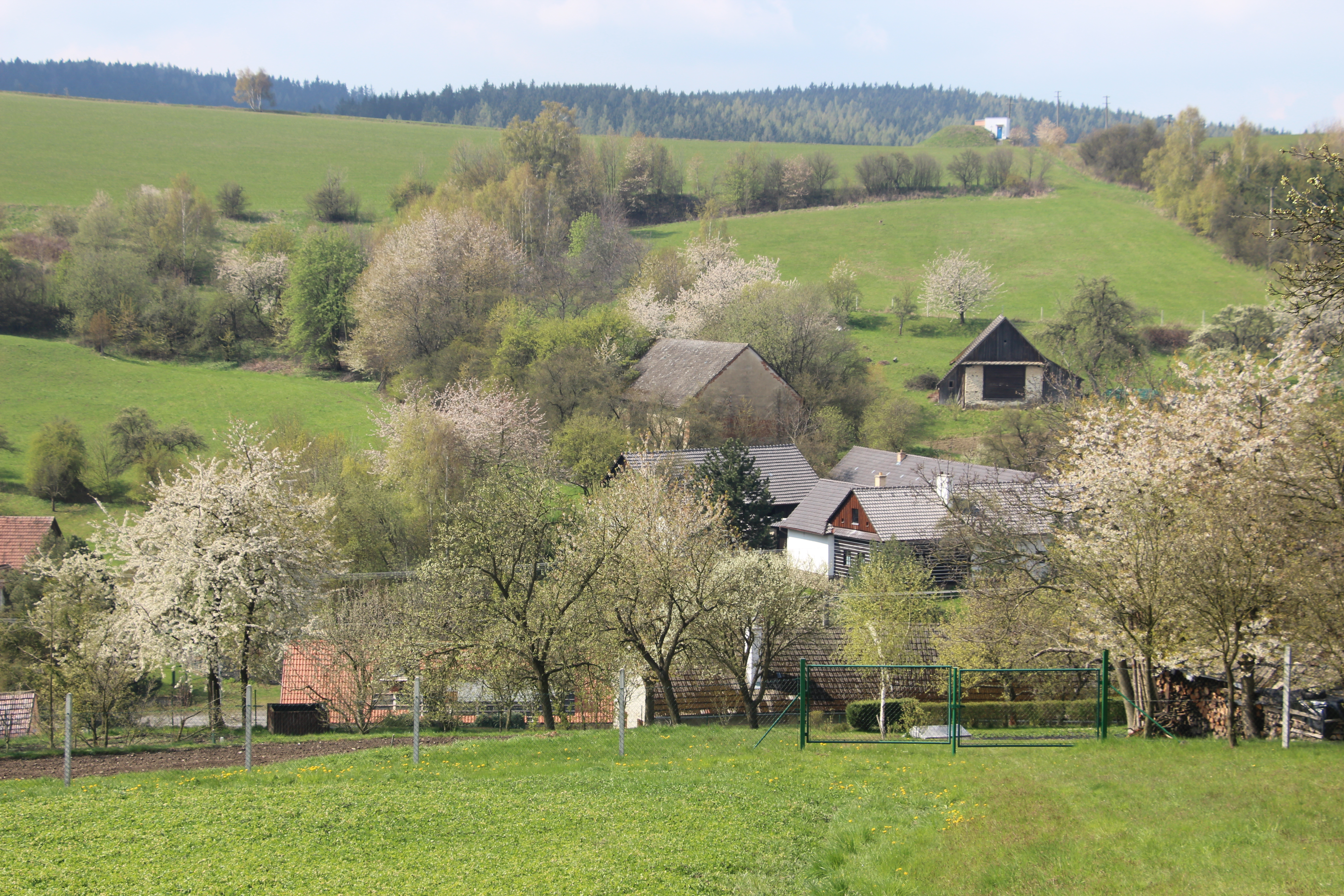
Pohled od severu
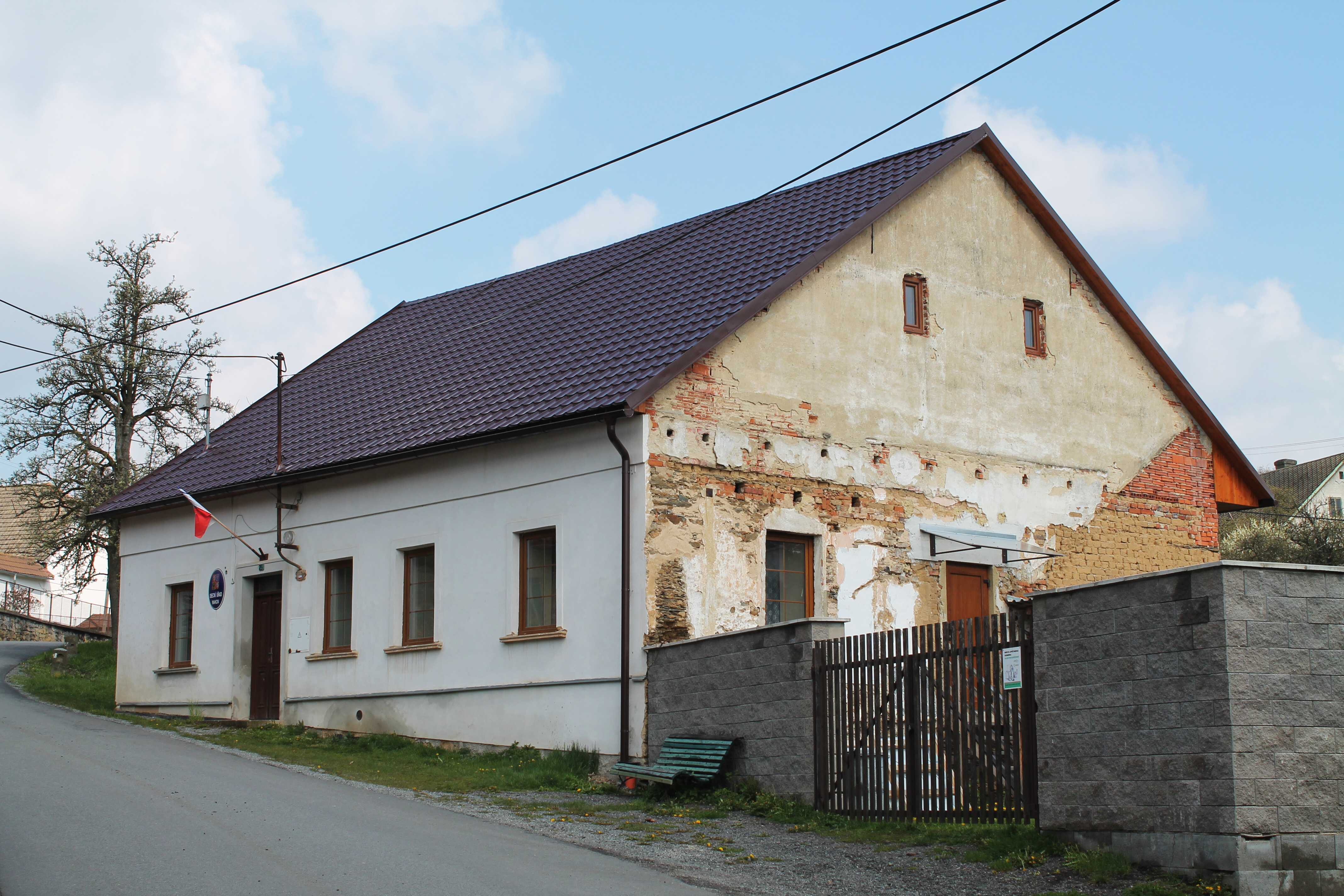
Obecní úřad
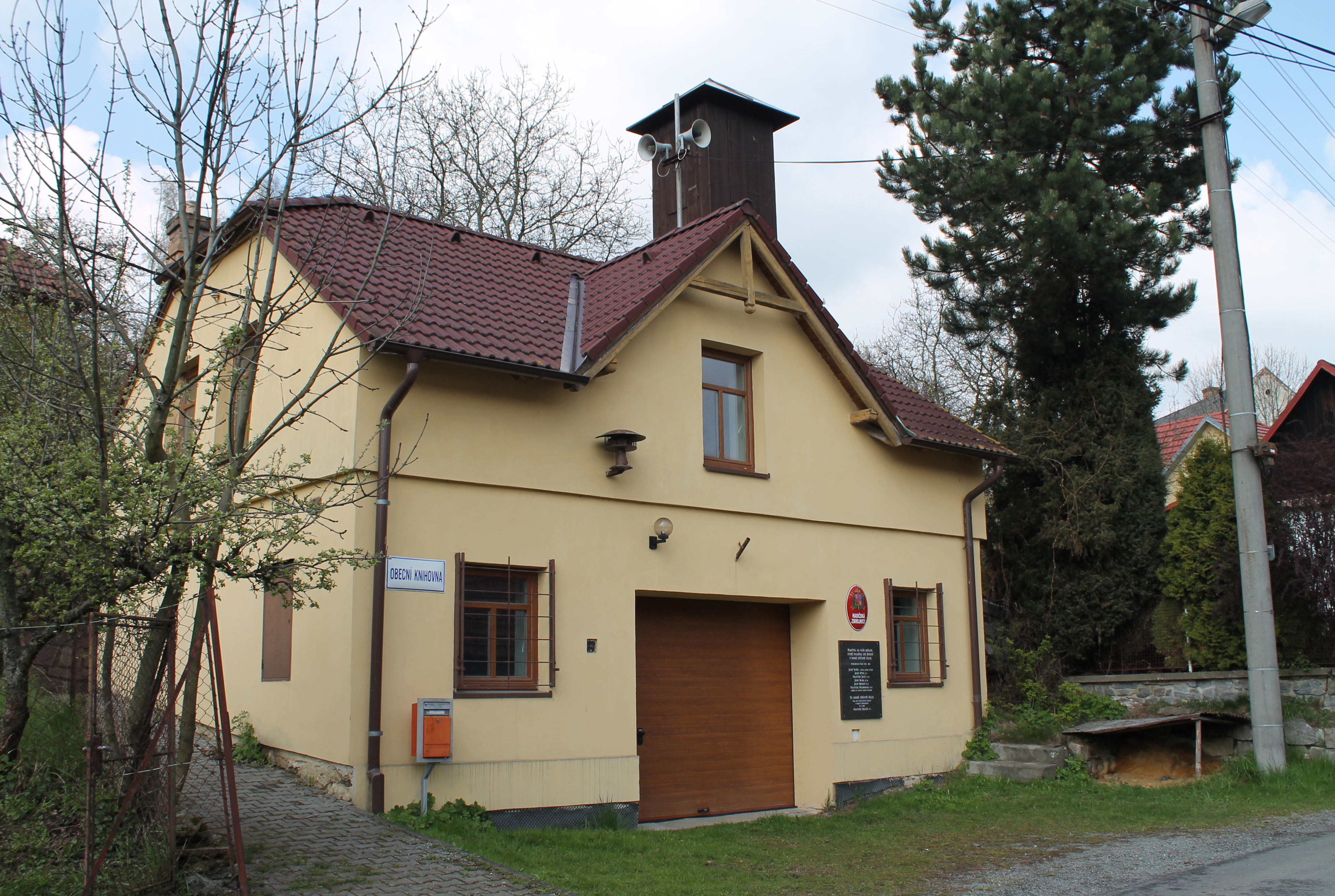
Hasičská zbrojnice
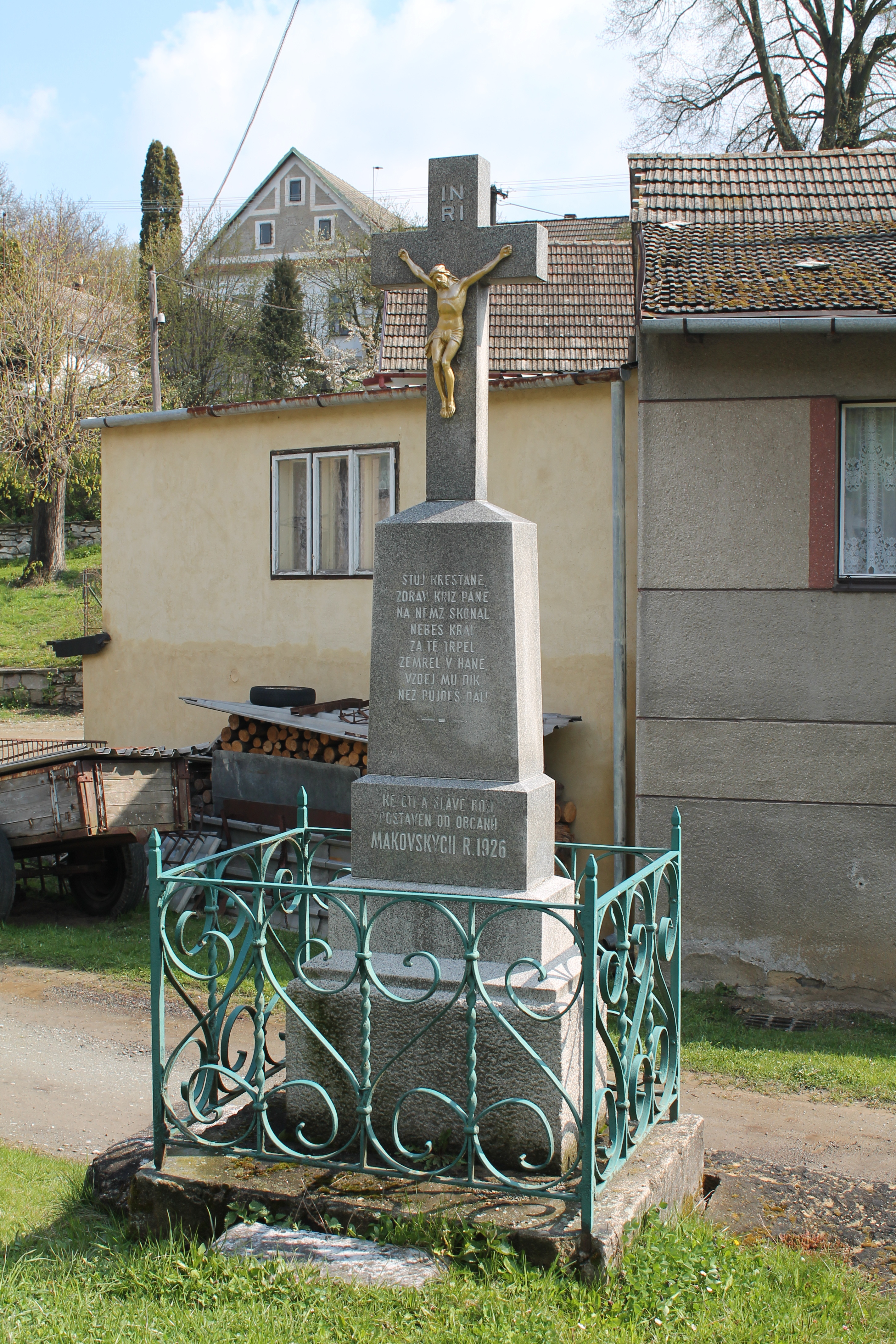
Kříž na návsi
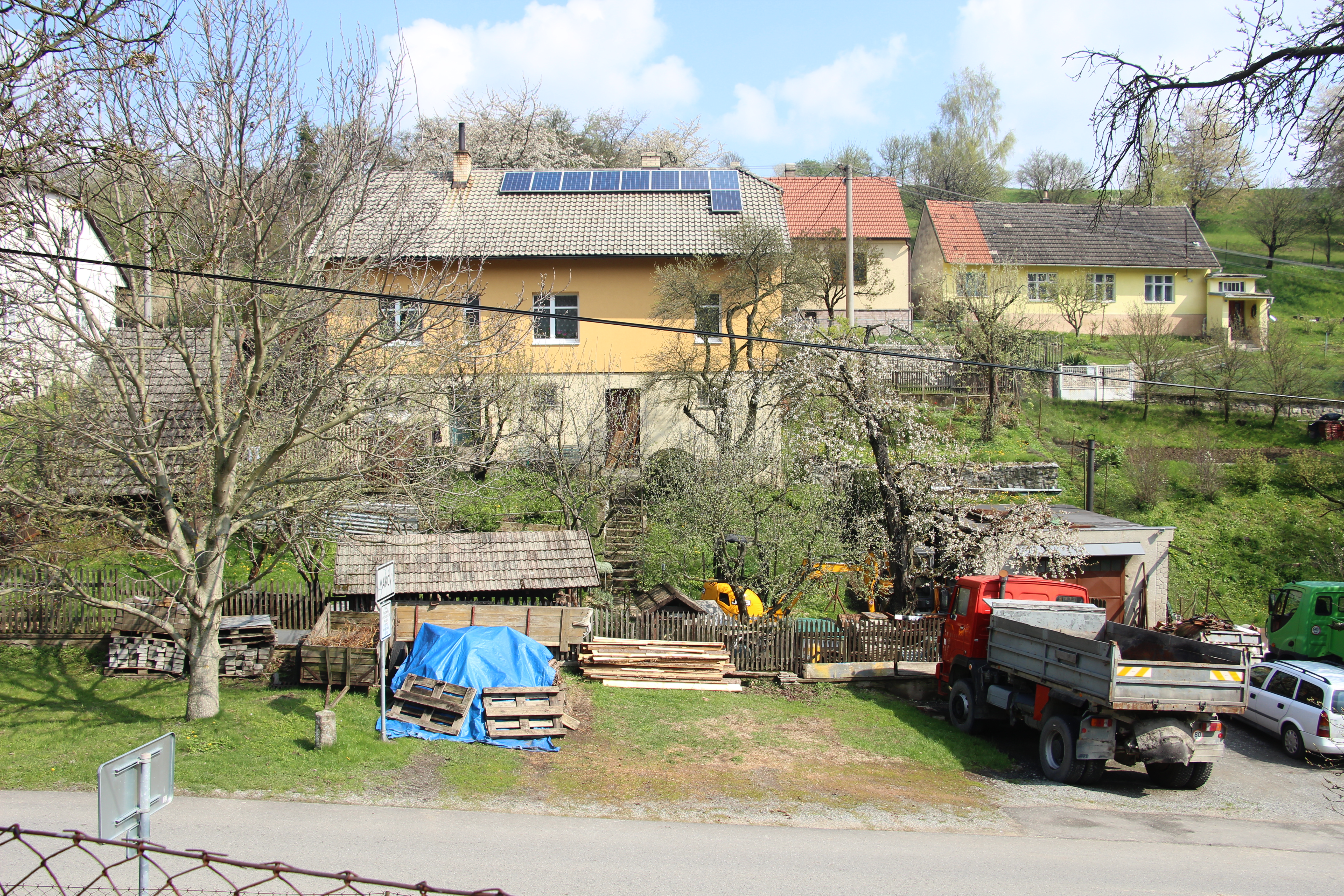
Východní část Makova